# Jacky Cheung

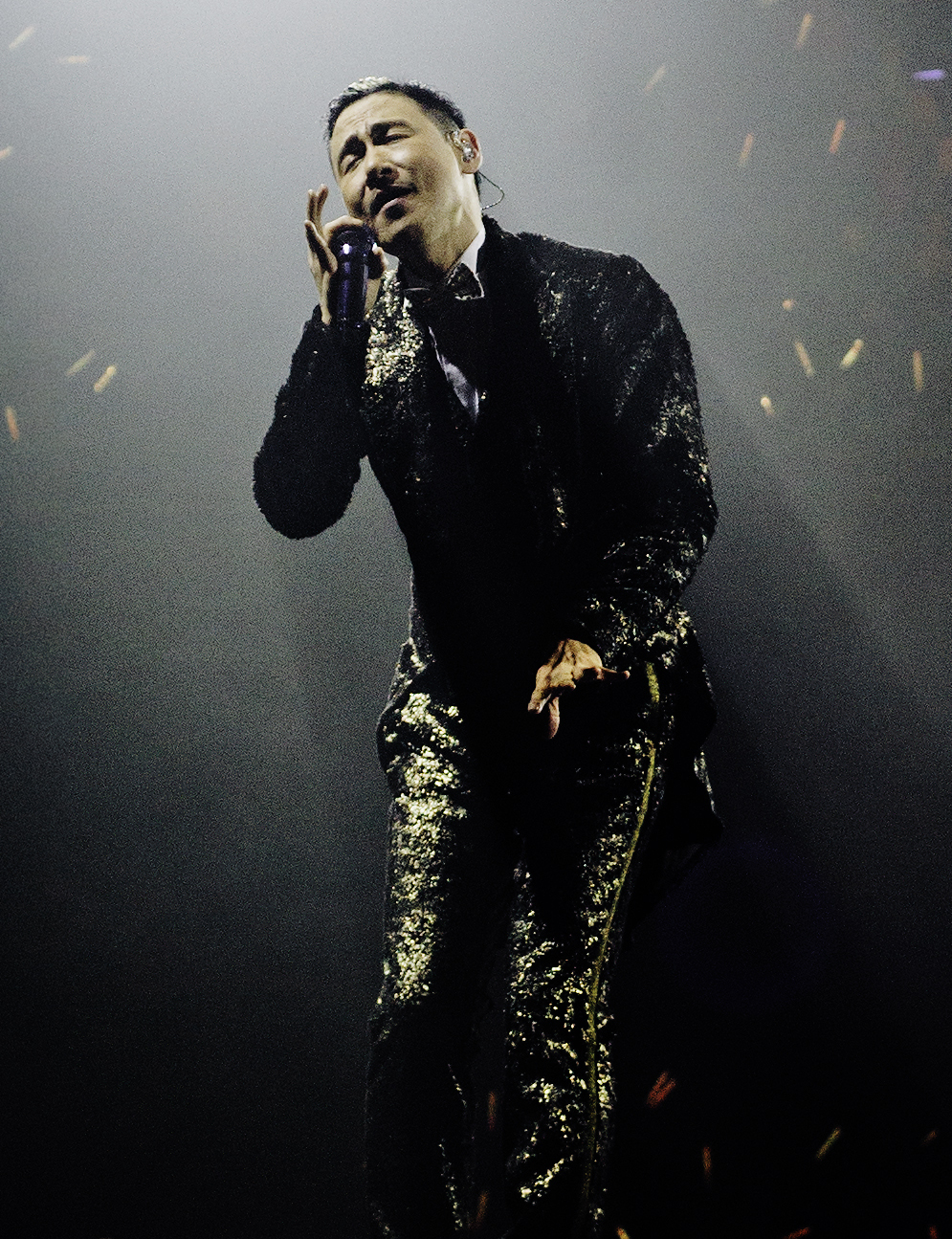
Jacky Cheung, 2018

Jacky Cheung (chinesisch 張學友 / 张学友, Pinyin Zhāng Xuéyǒu, Jyutping Zoeng1 Hok6jau4, kantonesisch Cheung Hok-yau; * 10. Juli 1961 in Hongkong) ist ein Sänger und Schauspieler aus Hongkong. Sein chinesischer Name wird auf Kantonesisch als Cheung Hok-yau bzw. auf Hochchinesisch als Zhang Xueyou transkribiert.

## Leben
Jacky Cheung hat neben unzähligen Auftritten in über 70 Filmen (darunter Martial-Arts-Filme) und Shows auch eine Reihe an Schlager- und Popalben produziert. In Asien wurde er als „Gott der Lieder“ bekannt.
Er ist seit 1996 mit May Lo verheiratet und hat zwei Kinder, Yiu-Wah Cheung und Yiu-Huen Cheung.
Im Jahr 2007 sorgte ein breit rezipierter Bericht des Filipino Globe darüber, dass Cheung eine ungewöhnliche hohe Anzahl von philippinischen Hausmädchen in kurzer Zeit nur kurzzeitig beschäftigte, dafür, dass er keine weiteren Genehmigungen für Arbeitsverträge mit philippinischen Wanderarbeitern erhielt.

## Filmografie (Auswahl)
| - 1986: Where’s Officer Tuba? - 1987: Haunted Cop Shop - 1988: As Tears go By - 1988: Ultra Force 4 (Tiger Cage) - 1989: Miracles (Canton Godfather) - 1989: Haunted Cop Shop 2 - 1990: Bullet in the Head - 1990: Curry & Pepper - 1990: Meister des Schwertes (Swordsman) - 1990: Days of Being Wild - 1990: A Chinese Ghost Story II (Sien nui yau wan II yan gaan do) - 1991: Die schwarzen Tiger von Hongkong (Once Upon a Time in China) - 1991: A Chinese Ghost Story III (Sien lui yau wan III: Do do do) - 1991: Bullet for Hire - 1991: Slickers vs Killers - 1992: Days of Being Dumb - 1992: Mutant City (Wicked City) - 1993: Flying Dagger - 1993: Future Cops - 1994: Die verlorene Zeit (Ashes of Time) | - 1995: Total Risk (High Risk) - 1995: Private Eye Blues - 1998: Anna Magdalena - 2000: Dragon Heat - 2003: Dragon Loaded 2003 - 2003: Golden Chicken 2 - 2004: Super Model - 2005: Perhaps Love - 2006: The Heavenly Kings - 2009: Bodyguards and Assassins - 2010: 72 Tenants of Prosperity - 2010: Hot Summer Days - 2010: Crossing Hennessy - 2013: A Complicated Story - 2014: Temporary Family - 2015: Helios - 2015: Keeper of Darkness - 2016: From Vegas to Macau 3 - 2020: The Invincible 12 |

## Diskografie
| Veröffentlichung | Chinesisch                     | Englische Übersetzung                                                         | Sprache                                |
| ---------------- | ------------------------------ | ----------------------------------------------------------------------------- | -------------------------------------- |
| 2014             | 醒著做夢                       | Wake Up Dreaming                                                              | Hochchinesisch                         |
| 2013             | 張學友1/2世紀世界巡迴演唱會    | Jacky Cheung 1/2 Century Tour                                                 | Kantonesisch, Hochchinesisch, Englisch |
| 2010             | 張學友Private Corner迷你音樂會 | Private Corner Mini Concert Live                                              | Kantonesisch, Hochchinesisch, Englisch |
| 2010             | 旗開得勝                       | Wavin’ Flag                                                                   | Hochchinesisch, Englische              |
| 2010             | Private Corner                 | Private Corner                                                                | Kantonesisch, Englisch                 |
| 2007             | 在你身邊                       | By Your Side                                                                  | Hochchinesisch                         |
| 2005             | Jacky活出生命Live演唱會        | Jacky Live Concert Performance                                                | Kantonesisch, Hochchinesisch, Englisch |
| 2004             | 黑白畫映                       | Black & White                                                                 | Hochchinesisch                         |
| 2004             | Life Is Like A Dream           | Life Is Like A Dream                                                          | Kantonesisch                           |
| 2002             | 他在那裡                       | Where Is He.                                                                  | Hochchinesisch, Kantonesisch           |
| 2001             | 學友熱                         | Jacky Fever                                                                   | Hochchinesisch                         |
| 2001             | 天下第一流                     | The First “World’s First Class”                                               | Kantonesisch                           |
| 2000             | Touch Of Love                  | Touch Of Love                                                                 | Englisch                               |
| 2000             | 當我想起你                     | Something Only Love Can Do                                                    | Kantonesisch, Hochchinesisch, Englisch |
| 2000             | Jacky Cheung 15                | Jacky Cheung 15 Years of Music                                                | Kantonesisch, Hochchinesisch, Englisch |
| 1999             | 有個人                         | Someone <Having Someone>                                                      | Kantonesisch                           |
| 1999             | 走過1999                       | Running Through 1999                                                          | Hochchinesisch                         |
| 1998             | 不後悔                         | No Regret                                                                     | Hochchinesisch                         |
| 1998             | 釋放自己                       | Release Yourself                                                              | Kantonesisch                           |
| 1998             | 友情歌歳精選                   | Jacky Cheung Greatest Hits                                                    | Kantonesisch, Hochchinesisch           |
| 1997             | 雪.狼.湖                       | Snow. Wolf.Lake                                                               | Kantonesisch, Hochchinesisch           |
| 1997             | 不老的傅説                     | The Undying Legend                                                            | Kantonesisch                           |
| 1997             | 想和你去吹吹風                 | Wana Go For a Walk With You                                                   | Hochchinesisch                         |
| 1996             | 忘記你我做不到                 | How Could I Forget You?                                                       | Hochchinesisch                         |
| 1996             | 愛與交響曲                     | Love and Symphony                                                             | Kantonesisch                           |
| 1995             | 三年兩語                       | Greatest Hits “3 Years, 2 Languages”                                          | Kantonesisch, Hochchinesisch           |
| 1995             | 過敏世界                       | Sensitive World “Oversensitive World”                                         | Kantonesisch                           |
| 1995             | 擁友                           | Possession <Embrace Friend>                                                   | Hochchinesisch                         |
| 1995             | 真愛新曲＋精選                 | True Love compilation                                                         | Hochchinesisch                         |
| 1994             | 一生跟你走・年度代表作品輯     | With You All My Life compilation                                              | Kantonesisch, Hochchinesisch           |
| 1994             | 偸心                           | Steal Your Heart                                                              | Hochchinesisch                         |
| 1994             | 這個冬天不太冷                 | A Warm Winter                                                                 | Kantonesisch                           |
| 1994             | 24KGold 金藏集                 | Jacky Cheung 24K Gold                                                         | Kantonesisch                           |
| 1994             | 餓狼傳説 (REMIX)               | Born to be Wild (Remix)                                                       | Kantonesisch                           |
| 1994             | 餓狼傳説                       | Born to be Wild “Legend of a Hungry Wolf”                                     | Kantonesisch                           |
| 1993             | 祝福                           | Blessing                                                                      | Hochchinesisch                         |
| 1993             | 吻別                           | The Goodbye Kiss                                                              | Hochchinesisch                         |
| 1993             | 等你等到我心痛                 | Painfully Waiting For You.                                                    | Kantonesisch                           |
| 1993             | 祇想一生跟你走                 | Everlasting Love “Wishing To Follow You All My Life”                          | Kantonesisch                           |
| 1993             | JACKY·忘記他                   | JACKY · Forget Love                                                           | Kantonesisch                           |
| 1993             | 我與你                         | Me and You                                                                    | Kantonesisch                           |
| 1992             | 愛・火・花                     | Love·Fire·Flower                                                              | Kantonesisch                           |
| 1992             | 真情流露                       | True Love Expression                                                          | Kantonesisch                           |
| 1991             | 愛你多一些精選                 | Love You More – Selected Collection                                           | Kantonesisch                           |
| 1991             | 壯志驕陽                       | Bright Ambition                                                               | Kantonesisch                           |
| 1991             | 一顆不變心                     | A Never Changing Heart                                                        | Kantonesisch                           |
| 1991             | 情不禁                         | Uncontrolled Passion                                                          | Kantonesisch                           |
| 1990             | 張學友的初戀故事・似曾相識     | Somewhere In Time “Jacky Cheung’s First Love Story · Seem to Have Met before” | Hochchinesisch                         |
| 1990             | 夢中的你                       | Dreaming of You                                                               | Kantonesisch                           |
| 1989             | 祇願一生愛一人                 | You Will Always Be My Love “Wishing to Love One Person in a Lifetime”         | Kantonesisch                           |
| 1989             | 絲絲記憶情歌精選               | Memories-Selected Collection                                                  | Kantonesisch                           |
| 1989             | 給我親愛的                     | For My Dearest                                                                | Kantonesisch                           |
| 1988             | 意亂情迷                       | Crazy for You <Distraughtly Crazy In Love>                                    | Hochchinesisch                         |
| 1988             | 昨夜夢魂中                     | Dream In Grief <Last Night in the Dream State>                                | Kantonesisch                           |
| 1987             | 在我心深處                     | Deep In My Heart                                                              | Hochchinesisch                         |
| 1987             | 張學友 JACKY                   | Jacky Cheung JACKY                                                            | Kantonesisch                           |
| 1987             | 炸彈                           | Bomb                                                                          | Kantonesisch                           |
| 1986             | 情無四歸                       | Homeless Love                                                                 | Hochchinesisch                         |
| 1986             | 相愛                           | In Love                                                                       | Kantonesisch                           |
| 1985             | Amour 遙遠的她                 | Amour She is Afar                                                             | Kantonesisch                           |
| 1985             | 交叉算了                       | The Trusted Cross                                                             | Kantonesisch                           |
| 1985             | Smile                          | Smile                                                                         | Kantonesisch                           |

## Auszeichnungen für Musikverkäufe
| Goldene Schallplatte - Hongkong - 1990: für das Album Memories-Selected Collection (絲絲記憶情歌精選) Platin-Schallplatte - Hongkong - 1988: für das Album Smile - 1988: für das Album Amour She is Afar (遙遠的她) - 1988: für das Album In Love (相愛) - 1988: für das Album Jacky Cheung JACKY (張學友) - 1989: für das Album Dream In Grief <Last Night in the Dream State> (昨夜夢魂中) - 1990: für das Album For My Dearest (給我親愛的) - 1990: für das Album You Will Always Be My Love “Wishing to Love One Person in a Lifetime” (祇願一生愛一人) - 1997: für das Album Wana Go For a Walk With You (想和你去吹吹風) | 2× Platin-Schallplatte - Hongkong - 1997: für das Album Snow. Wolf.Lake (雪.狼.湖) 7× Goldene Schallplatte - Taiwan - 1997: für das Album Wana Go For a Walk With You (想和你去吹吹風) 5× Platin-Schallplatte - Hongkong - 1997: für das Album The Undying Legend (不老的傅説) - Taiwan - 1996: für das Album How Could I Forget You? (忘記你我做不到) |

Anmerkung: Auszeichnungen in Ländern aus den Charttabellen bzw. Chartboxen sind in ebendiesen zu finden.
| Land/RegionAuszeichnungen für Musikverkäufe (Land/Region, Auszeichnungen, Verkäufe, Quellen) | Gold     | Platin       | Verkäufe  | Quellen    |
| -------------------------------------------------------------------------------------------- | -------- | ------------ | --------- | ---------- |
| Hongkong (IFPI/HKRIA)                                                                        | Gold1    | 15× Platin15 | 775.000   | ifpihk.org |
| Taiwan (RIT)                                                                                 | Gold1    | 8× Platin8   | 1.719.941 | rit.org.tw |
| Insgesamt                                                                                    | 2× Gold2 | 23× Platin23 |           |            |